# Parlagi sas

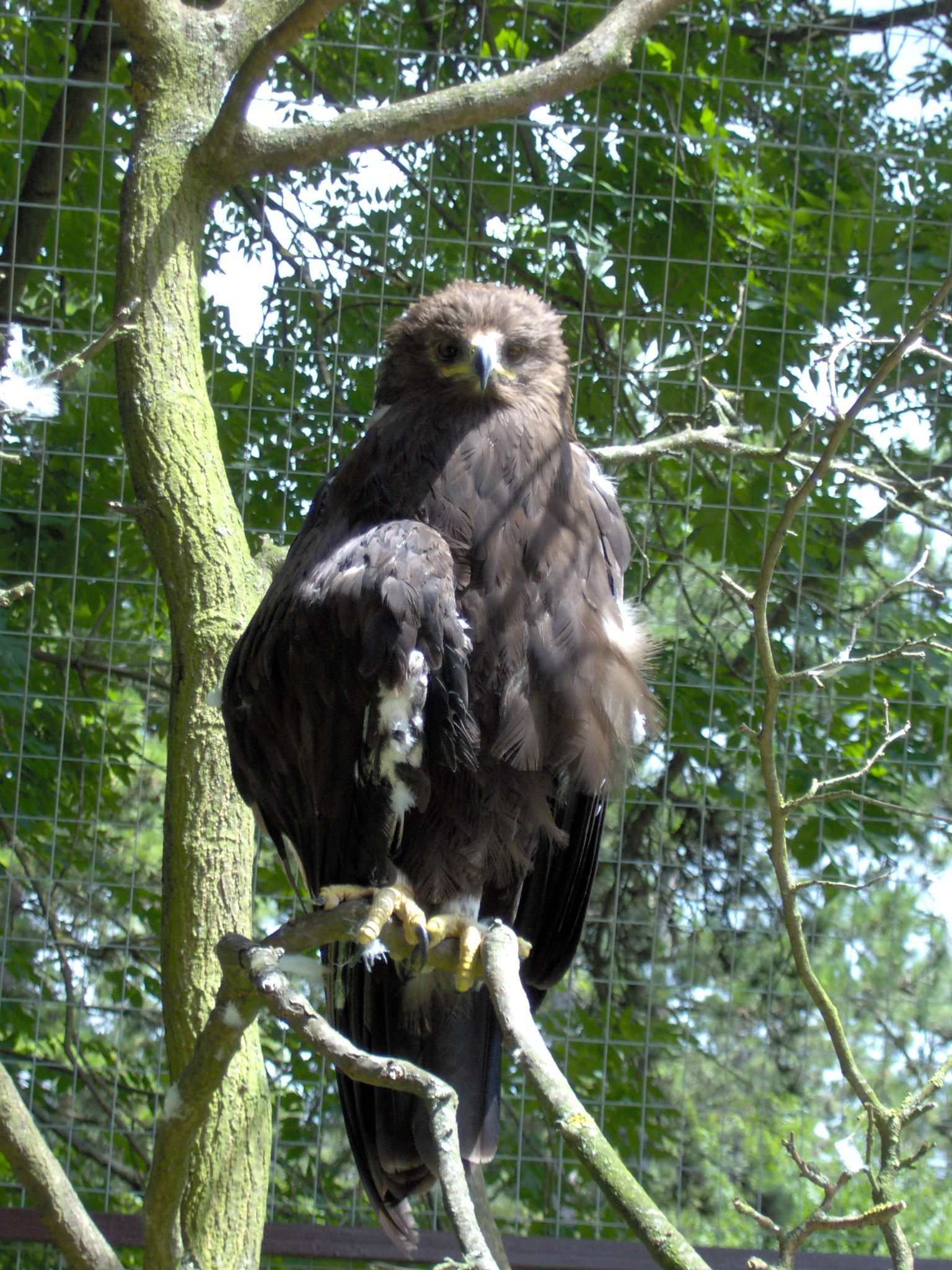

A parlagi sas (Aquila heliaca) a madarak (Aves) osztályának a vágómadár-alakúak (Accipitriformes) rendjébe, ezen belül a vágómadárfélék (Accipitridae) családjába tartozó faj. A parlagi sas különböző gerincesekkel táplálkozik, melyek közt a rágcsálókon kívül madarak és esetenként elhullott állatok maradványai is szerepelnek. Európa és Ázsia füves pusztáin, valamint középhegységek közelében telepedik meg, főleg emberek által ritkán látogatott területeken.
E madárfaj fokozottan védett Magyarországon és a világon egyedül nálunk gyarapodik népessége. Legnyugatabbi elterjedési területe a Kárpát-medence, míg keleten élőhelye a Bajkál-tó vidékéig terjed, délen pedig a Balkán-félsziget és Törökország alkotja költőhelyének határát. A Magyar Madártani és Természetvédelmi Egyesület 2005-ben „Az év madarává” választotta.

## Rendszertana
A parlagi sasnak nincsenek alfajai. Bár korábban az ibériai parlagi sast (Aquila adalberti) tekintették alfajának, utóbb egy csoportba helyezték őket a szakemberek. A parlagi sasnak régebben egy alfaját különböztették meg Aquila heliaca ricketti néven, amely elterjedési területének keleti részén él, ám nem bizonyosodott be, hogy ez külön alfaj lenne.

## Előfordulása
Elsősorban Ázsia és Kelet-Európa (Kazahsztán, Oroszország, Ukrajna) füves pusztáin, sztyeppjein, ritkás erdőiben és fás mocsaraiban költ  1400 méter alatt. Legkeletibb előfordulása a Bajkál-tó vidékén, a legnyugatibb pedig – a sokáig alfajként kezelt ibériai sast (Aquila adalberti) leszámítva – a Balkánon (Bulgária, Horvátország, Románia, Szerbia) és Közép-Európában (főleg Magyarországon és Szlovákiában) van. Törökországban is él egy nagyon kis csoportja. Élőhelyüktől függően a Nílus völgyében, a Csendes-óceán nyugati partvidékén, Közép-Ázsiában, a Földközi-tenger keleti partvidékén és a Perzsa-öbölnél telelnek. A parlagi sasok fele hegységekben fészkel. Ezek hegylábainál, hegységi előtereinél, síkvidékeken is egyre többször költ. 
Magyarországon a hegységek peremén, ritkán belsejében és azoknak alfölddel érintkező füves pusztáin, mezőgazdasági területein is megtelepszik. Magyarországon elterjedési területének nyugati csücske a Dunakanyar vidéke.
2018-ban a madárszámlálás adatai alapján 342-356 itthon telelő parlagi sast figyeltek meg a madarakat számlálók.

## Megjelenése, felépítése
A parlagi sas nemének többi fajához hasonlóan sötétbarna alapszínű. Tollazata a fején világosbarna, a vállrészen pedig két fehér folt található; ezek megkönnyítik azonosítását. Némely egyedek vállán nincs fehér folt. A farok töve némileg halványabb, farktollai sárgásszürkék. A farok végén széles sötét sáv fut. A fiatal egyedek fedőtollai világos sárgásbarnák, farktollai és evezőtollai sötétek. Három- négyéves példányainak tollazata a felnőtt és a fiatal egyedek közötti, átmeneti jellegű. Felnőttkori tollazata csak az ötödik-hatodik életév környékén fejlődik ki. Erős, hosszú karmú lábai és kampós csőre sárga, csőrének hegyéhez lévő közelebbi vége pedig szürkés.
Testhossza 72–84 centiméter, szárnyfesztávolsága pedig 180–215 centiméter. A két nem közel egyforma: a tojók némileg robusztusabbak és nehezebbek. Átlagos testtömegük 2,45–4,53 kg. A hímek kb. 2,5–4 kilogrammosok.

## Életmódja, élőhelye
Magyarországon és Szlovákiában elsősorban hegyekben, hegylábakon költ. A magyarországi, 70–80 párra becsült költőállomány nagy része az Északi-középhegység háborítatlan vidékein — elsősorban nemzeti parkokban — és a Dunántúli-középhegység legkeletibb, a Dunához közel eső részén fészkel. A állomány télen is helyben marad, és az 1980-ban meghirdetett védelmi programnak köszönhetően növekszik. A 2012 januárjában végrehajtott madárszámlálás alapján 230 parlagi sas telelt Magyarországon.
Ragadozó lévén elsősorban különféle rágcsálókkal (ürgékkel, hörcsögökkel, mezei nyulakkal, de túlszaporodás esetén mezei pockokkal is), illetve olykor hüllőkkel és madarakkal táplálkozik. Zsákmányol például fácánt, galambféléket, varjúféléket, esetenként túzokokat, illetve ha alkalom adódik rá, főleg télen, vagy vándorlás idején, akkor dögöt is eszik. Magyarországon inkább fiatal egyedeire jellemző a dögevés. Gyakran fogyaszt sünféléket is. Újabban elsősorban az ürgeállomány megcsappanása miatt a magyarországi állomány étrendjében nagyobb szerepet kapnak a különféle madarak. A fészkeknél azonosított zsákmányállatok közel 1%-a egerészölyv és ezek döntő része fészekből zsákmányolt fióka. Ezért viszonylag gyakran kerülnek egerészölyv-fiókák a sasfészkekbe. Ezek életben maradásának esélye rendkívül kicsi, hiszen ehhez komolyabb sérülés nélkül kell megúszniuk a zsákmányolást és a fészekbe szállítást. Emellett a szülőt valaminek meg is kell zavarnia, hogy ne kezdhesse el rögtön az etetést, és még a fészektestvéreknek is be kell fogadniuk a jövevényt. Ha mindez bekövetkezik, akkor a szülők a következő etetéshez a fészekhez érkezve már eggyel több táplálékot kérő fiókát látnak, és ilyenkor előfordulhat, hogy a sasfiókákra hasonlító, de kisebb ölyvfiókát is ösztönösen etetni kezdik, a saját fiókáikkal együtt nevelik és védelmezik. Az ilyen esetek tehát nagyon ritkák. Magyarországon a Magyar Madártani Egyesület nyilvántartása szerint az elmúlt 30 évben a több mint tízezer sasfészek-ellenőrzés során eddig mindössze hat alkalommal figyeltek meg élő egerészölyv-fiókát parlagi sasok fészkeiben.

### Szaporodása
A parlagi sas a fészkelési idényben territoriális állat, fészkét általában egy-három éven át is használhatja, ám akár évtizedekig is költhet ugyanabban a fészekben, melyet fokozatosan bővíthet, míg a gallyakból összerakott költőhely súlya akár már a több mázsát is elérheti. A fészkek fák csúcsán épülnek, építésüknek-tatarozásuknak a parlagi sas már az év első hónapjaiban nekiláthat. Fafajokat tekintve bármelyik fafajon szívesen megtelepszik, ha fészekrakásra alkalmas ágvillát talál a föld felszínétől megfelelő magasságra. A fészkek ujjnyi vastagságú ágak egymáshoz illesztésével készülnek és átmérőjük elérheti a 150 centimétert is, míg magasságuk évek alatt elérheti akár a három métert is. A nagyobb ágakat a fészek alján kisebb gallyakkal egészítik ki és a fészket száraz fűvel bélelik.
A költésre Dél-Európában már március végén, másutt áprilisban kerül sor, amikor is általában két-három tojás kerül a fészekbe, ritkább esetekben viszont csak egy tojást rak a tojó. Tojása fehér alapon barnás, vagy lilás pettyezésű, a tojások mérete 73,3 x 56,5 milliméter.
A 43 napos költést követően a mindkét szülő által táplált fiókák 57-62 napon át maradnak a fészekben, de még kirepülés után is sokáig szüleik segítségére vannak utalva. Általában csak a legkorábban kikelt, legerősebb utód éri meg a kirepülést. A fiatal sas körülbelül hároméves korára válik ivaréretté; ideális esetben a parlagi sas akár 50 évig is elélhet.

## Védettsége
A parlagi sas fokozottan védett, természetvédelmi értéke 1 000 000 forint. A SPEC értékelése szerint az I. kategóriába esik, ami azt jelenti, hogy a faj megmentése világméretű probléma: Európában gyakorlatilag csak a Kárpát-medence területén nő a sasok példányszáma, az összesen körülbelül 300 párt számláló európai állomány nagy része magyar–szlovák területen fészkel. A világállomány mindössze 2-3000 párból állhat.
A Természetvédelmi Világszövetség értékelése szerint a parlagi sas sebezhető faj.
E madárfaj számára az ember által okozott veszélyeztető tényezők a következők: mezőgazdasági, erdőgazdasági munkálatok a fészek közelében, áramütés, zavarás, tojásainak gyűjtése, kilövés, zsákmányállatainak mérgekkel való irtása, szándékos mérgezés,  illegális kereskedelem, élőhelyének gazdasági hasznosítása, zsákmányállatainak élőhelycsökkenése.
Elsősorban élőhelyének pusztulása, mezőgazdasági művelésbe vonása és költőhelyeinek zaklatása és a madarak szándékos, vagy akaratlan mérgezése miatt ritkult meg. Magyarországon 2006 és 2008 közt összesen 26 parlagi sas esett áldozatul mérgezésnek, ebből öt példány Jászárokszállás közelében egy helyi galambtenyésztő szándékos cselekedete miatt pusztult el. A Magyar Madártani Egyesület 2005-ben a parlagi sast nevezte meg az év madarának. A faj megmentéséhez elengedhetetlenül szükséges mind fészkeinek fokozott védelme és azok környékének kerülése az ember által, mind pedig zsákmányállatai élőhelyéül szolgáló legelők, füves rétek megőrzése, az elektromos vezetékek szigetelése. A parlagi sasokat műfészkek kihelyezésével segítik a Magyar Madártani Egyesület szakemberei.
A 2016-os saslétszám felmérés során a Magyar Madártani Egyesület szakemberei és önkéntesei 346-392 darab parlagi sast találtak Magyarországon. A sasok által legsűrűbben benépesített területeken az átlagos sűrűségük 2 parlagi sas/100 négyzetkilométer.
Összehangolt tenyésztéssel próbálják meg megmenteni a fajt. Európában az Európai Állatkertek és Akváriumok Szövetsége felügyelete alá tartozó Európai Veszélyeztetett Fajok Programja (EEP) keretében tenyésztik a faj egyedeit.

## Rokon madárfajok
Magyar nyelven több egymással nem különösebben közeli rokonságban álló madárfajt is megillet a sas elnevezés. Az Aquila nembe a parlagi sas mellett az alábbi, Kárpát-medencében előforduló fajok tartoznak: békászó sas, fekete sas, pusztai sas, szirti sas.